# Ikarus E91
Ikarus E91 – autobus miejski, produkowany przez węgierskie firmy: Ikarus oraz EAG Buses.
Najwięcej takich wozów można spotkać w Rydze.
W odróżnieniu od standardowych autobusów Ikarusa wykorzystano nowe osie napędowe.
Produkcję rozpoczęto w 2000 roku, zakończono w 2007 roku, kiedy to pozostał w ofercie firmy do 2008 roku.

## Galeria

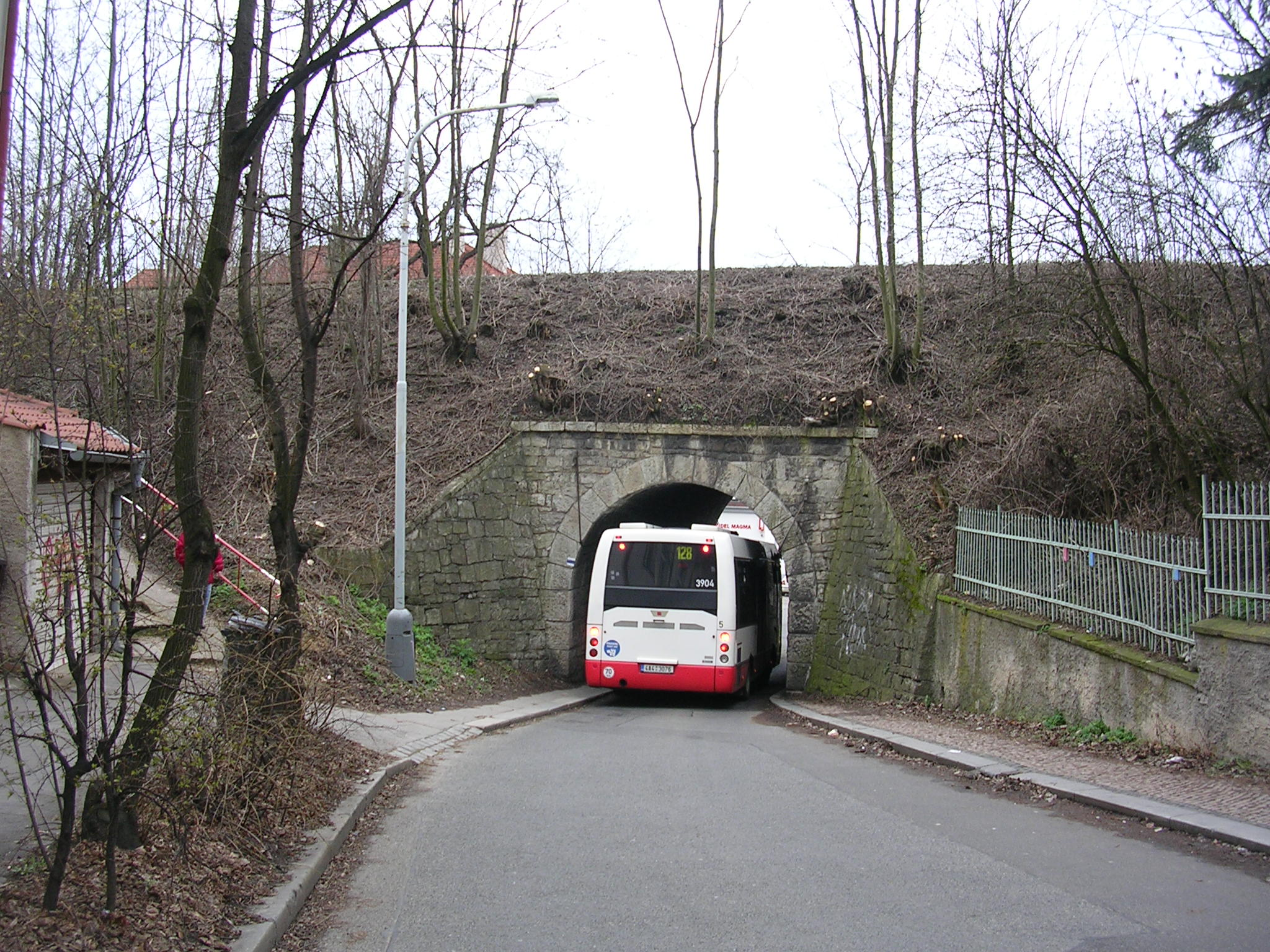
Ikarus E91 od tyłu
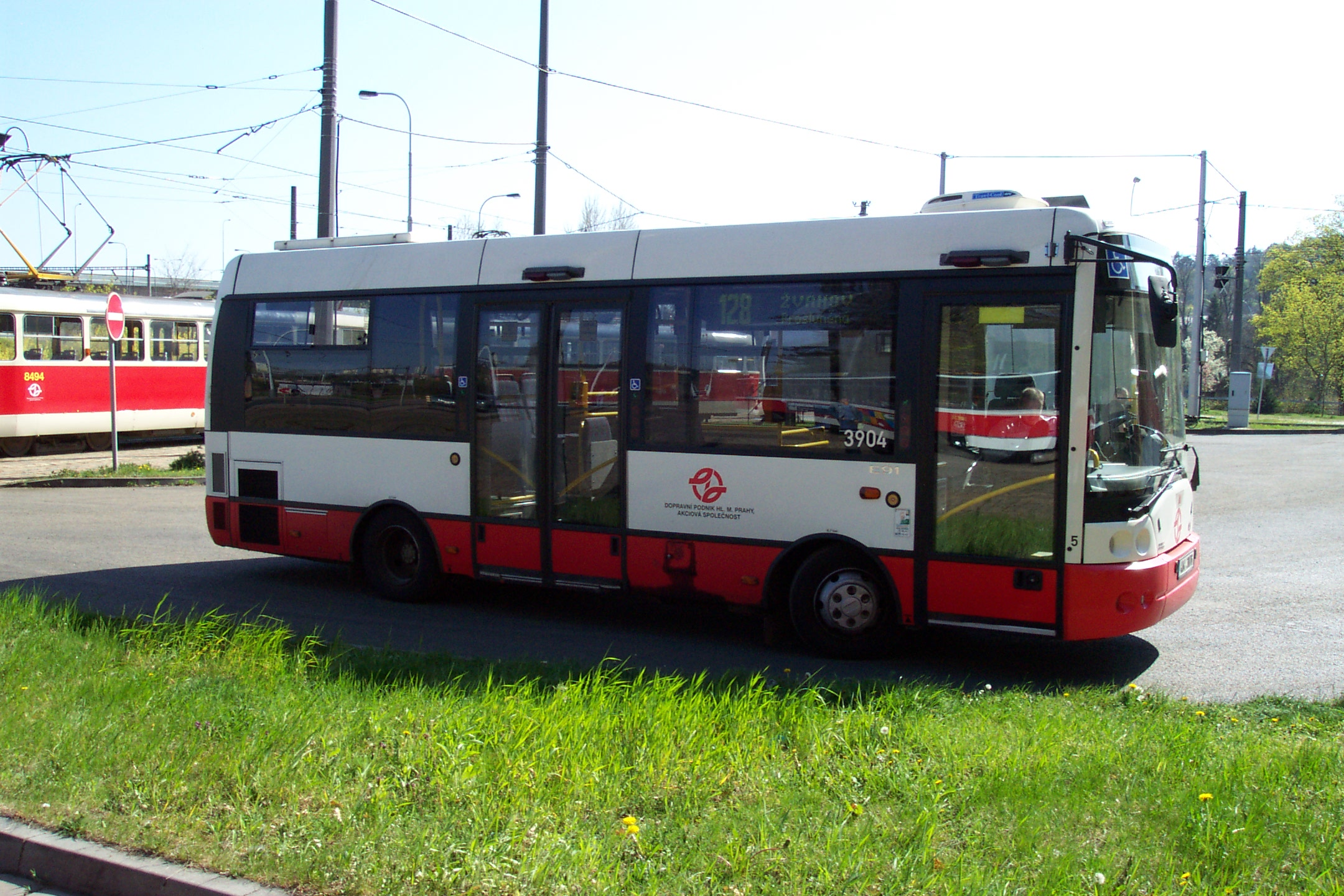
Ikarus E91 od boku
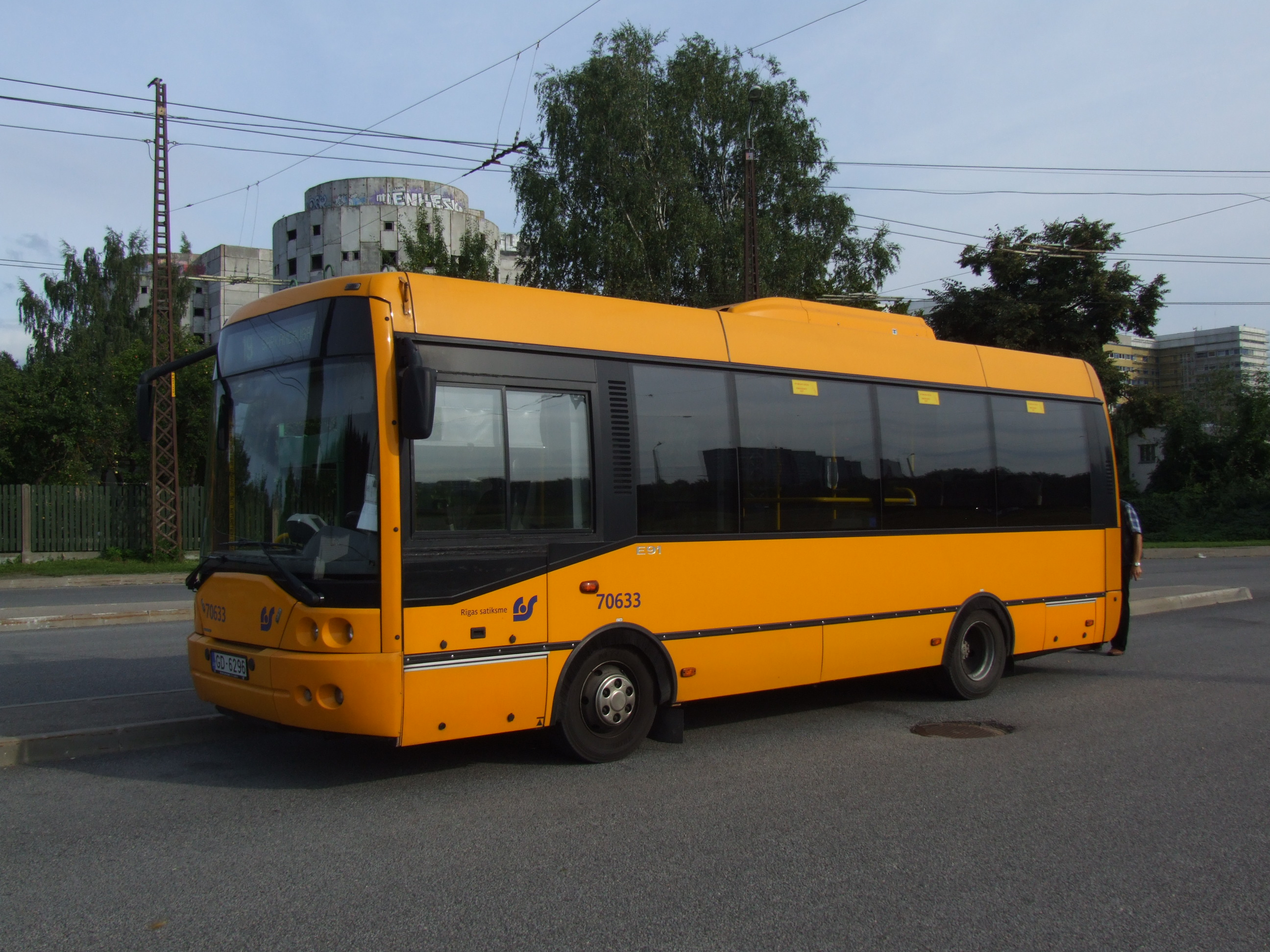
Ikarus E91 w Rydze